# Crkva na Gradini u Solinu
Crkva na Gradini u Solinu je starohrvatska crkva izgrađena na temeljima neke starije zgrade iz antičkih vremena. To se da zaključiti po velikom kamenju u njenim temeljima i granitnim stupovima unutra. Ona je centralna, gotovo kvadratična građevina, s nišama uokolo, promjera 12 x 15 metara, iznutra podiljeljena s osmerokutno raspoređenim stupovima u sredini, koji su vjerojatno držali kupolu. Vanjske niše, kao i one u apsidi, su vjerojatno služile kao ukras ili kao sjedala za crkvene i svjetovne dostojanstvenike. Kako u njoj nije pronađeno ni traga oltaru, ni uobičajenoj oltarnoj pregradi, a kako je ostala dobro očuvana za vrijeme turskog osvajanja u krugu njihove tvrđeve „Gradine“ (po kojoj je i dobila ime), može se naslutiti kako je Turcima služila za džamiju.
Sama crkva nije najstariji objekt. Ispod nje i istočnih salonitanskih zidina arheolozi su 2020. pronašli starije zidove, vjerojatno nekog obiteljskoga gospodarstva, koji se protežu posvuda.
Arheolozi ju istražuju od 1909. godine. Zbog njenog neobičnog oblika, dugo se vjerovalo kako je bila građena za neku osobitu svrhu, poput dvorskog ceremonijala krunidbe, odnosno don Frane Bulić je mislio da je ovo krunidbena bazilika. Stav je oborio pronalazak krunidbenih crkava Šuplje crkve 1930-ih te crkve Gospe od Otoka. 
Dobrim je dijelom građena od rimskih ulomaka: lučna konstrukcija je korištena za apsidu, iz Salone je dvanaest stupova, zatim kameni namještaj poput kapitela spada u ranu romaniku, u XI. stoljeće. Zbog velikog kamenja u temeljima i granitnim stupovima namećao se je zaključak da je ona starohrvatska crkvi iz 9. stoljeća.
Razorena je 1242. godine za provale Mongola u Solinsko polje. U izvješću Tome Arhiđakona piše da su Mongoli opustošili solinsko polje, stradale su crkve i samostani, kraljevski grobovi, solinske mlinice i dr. Prema don Lovri Katiću, prenamijenjena je u džamiju u 16. stoljeću, jer nisu pronađeni oltar ni oltarne pregrade, dok je dobro ostala sačuvana za turske vlasti.
Crkva je na sjevernoj strani Gradine. Najveći je arheološki biser sklopa na Gradini. Spada u tri najvrjednija srednjovjekovna artefakta u užem Solinu, pored Zvonimirove krunidbene bazilike svetog Petra i Mojsija, poznate kao Šuplja crkva, i crkve svete Marije i Stjepana na Gospinu otoku.
Vremenom je zatrpana te ju se sve do 2020. i arheoloških iskapanja nije mogla razabrati. Sve do srpnja vladala nije bilo slaganja među znanstvenicima u svezi sa starošću crkve. Prema jednima je bila Justinijanova iz šestog stoljeća, a prema drugima da je iz desetog ili jedanaestog stoljeća, iz doba hrvatskih narodnih vladara.
Tajna je riješena 30. kolovoza 2020. godine. Tada je sa sigurnošću utvrđeno da potječe iz 6. stoljeća. Ispod crkve pronađeni su uz stotine vrijednih nalaza, ostatci građevina iz 3. stoljeća, a najstarija je iz 1. stoljeća. Pronađene građevine su bili veliki antički gospodarski kompleksi na plodnoj ravnici koja je hranila antičku Salonu.

## Vanjske poveznice
- Gospa u Bristima na Službenim stranicama grada Solina